# 10611 Yanjici
10611 Yanjici eller 1997 BB1 är en asteroid i huvudbältet som upptäcktes den 23 januari 1997 av Beijing Schmidt CCD Asteroid Program vid Xinglong-observatoriet. Den är uppkallad efter Yan Jici.
Asteroiden har en diameter på ungefär 17 kilometer.